# 加拿大帝國商業銀行
加拿大帝國商業銀行（英語：Canadian Imperial Bank of Commerce，TSX：CM，：CM），簡稱CIBC, 是加拿大第五大商業銀行。

## 历史
該銀行於1961年由加拿大商務銀行（早期加拿大華僑稱它為襟孖梳銀行）和加拿大帝国銀行（早期加拿大華僑稱它為奄派路銀行）通過合併形成现时的加拿大帝國商業銀行。在此之前，他們兩個曾是加拿大最大的銀行。
2017年3月31日 - 加拿大帝國商業銀行以49億美元，66億加元（385.7億港元），收購芝加哥同業PrivateBancorp（代號PVTB）

## 经营状况
CIBC現時業務遍佈美國，加勒比海地區，亞太區和英國。全球超過 41,941名职员。
該行為客戶提供日常理財, 借貸及信用, 投資, 理財建議, 保險等一系列金融服務。

## 相关内容
- 加拿大五大银行
- 加拿大皇家銀行
- 多倫多道明銀行
- 豐業銀行
- 滿地可銀行
- 加拿大国民银行

## 外部連結
- 加拿大帝國商業銀行的网站（页面存档备份，存于）
- 加拿大帝國商業銀行中文網站（页面存档备份，存于）

## 備註及參考文獻
1. 1 2 3 4 5   (PDF). 加拿大帝国商业银行. 2024-12-04  [2024-12-07]. （原始内容存档 (PDF)于2025-01-23） （英语）.
2. 1 2 3 4 5 6 7 8 9 10 11 12 13 14 15 16 17 18 19 20 21 22 23 24 25 26   (PDF). 加拿大帝国商业银行. 2024-12-05  [2024-12-07]. （原始内容存档 (PDF)于2025-03-07） （英语）.
3. ↑  http://www.cibc.com/ca/pdf/about/aar09-en.pdf （页面存档备份，存于） CIBC Annual Report 2009
4. ↑  .   [2015-06-26]. （原始内容存档于2011-10-02）.
5. ↑  .   [2015年6月26日]. （原始内容存档于2014年1月29日）.
6. ↑  .   [2015年6月26日]. （原始内容存档于2014年1月29日）.